# محمدحسن ملک‌مدنی
محمدحسن ملک‌مدنی (متولد ٢٦دی ۱۳۳۳ (خورشیدی)) سیاست‌مدار ایرانی و شهردار سابق اصفهان و تهران است.
محمدحسن ملک‌مدنی در تاریخ ۲۶ دی ماه ۱۳۳۳ در روستای شوروک میبد استان یزد به دنیا آمد. بعد از گذراندن تحصیلات ابتدایی در شهر میبد جهت ادامه تحصیل به یزد آمد.
در سال‌های قبل از انقلاب در جهاد کشاورزی میبد فعالیت داشت و از نزدیکان سید روح‌الله خاتمی بود. در سال‌های اول انقلاب به‌عنوان نمایندۀ دادستانی در گنبد کاووس خدمت کرد و سپس در زمانی که سید محمد خاتمی نماینده سید روح‌الله خمینی در موسسه کیهان بود، به وی پیوست و معاون مالی اداری این موسسه شد.
ملک‌مدنی سپس در ۲۹ آبان ۱۳۶۲ به عنوان شهرداری اصفهان معرفی شد. در دورانی که این سمت را عهده‌دار بود، اقدامات فرهنگی مهمی را به ثمر رساند از جمله: تأسیس کتابخانه‌های عمومی در سطح شهر، تأسیس فرهنگسراها در اصفهان، احداث باغ غدیر، تأسیس اولین موزه اصفهان تحت عنوان موزه تاریخ طبیعی، احداث پارک کوهستانی صفه، احداث هنرستان موسیقی، احداث تالار تئاتر عروسکی و انجام نخستین اقدامات مترو اصفهان.
تخریب حمام خسروآغا نیز در همین دوران اتفاق افتاد.
پس از شهرداری اصفهان، پنج سال مشاور وزیر کشور و مشاور عالی شهردار تهران بود که در این زمان تخریب کشتارگاه تهران و تبدیل آن به پارک و فرهنگسرای بهمن انجام شد. 
محمدحسن ملک‌مدنی از سال ۱۳۸۰ تا ۱۳۸۱ به مدت ده ماه شهردار تهران بود. از اقدامات فرهنگی او دراین دوره می‌توان به مواردی همچون: «مشارکت در تشکیل انجمن خوشنویسان تهران، احداث پارک گفتگو، افتتاح بوستان کارگر، خرید زمین بوستان پایداری (زمرد- دروس) از بنیاد مستضعفان و تبدیل آن به پارک، بازسازی و مرمت عمارت قورخانه و افتتاح مجموعۀ شهید هرندی» اشاره کرد.
او در دوران شهرداری خود با انتقادات و اعتراضات شدید جناح اقلیت دوره اول شورای شهر تهران به رهبری ابراهیم اصغرزاده مواجه بود. یکی از مهم‌ترین عوامل این نارضایتی‌ها توقف فروش تراکم بود که به افزایش قیمت مسکن منجر شده‌بود. ملک‌مدنی معتقد بود بالا رفتن هزینهٔ زندگی در پایتخت تنها راه جلوگیری از مهاجرت فزاینده به این شهر است.
ملک‌مدنی تنها چند روز پس از برکناری از شهرداری به ۵ ماه حبس، سه سال انفصال از خدمات دولتی و ۵ سال محرومیت از تصدی مسئولیت در شهرداری محکوم شد، اما ۲ سال بعد در دادگاه از تمامی اتهامات تبرئه شد.